# Base aérienne 273 Romorantin-Pruniers
La base aérienne Romorantin-Pruniers « Lieutenant-colonel Mailfert » (BA 273) de l'Armée de l'air française succède au détachement air 273 ; il est situé sur la commune de Pruniers-en-Sologne, dans le département de Loir-et-Cher.

## Historique

### Origine du Terrain de la Butte
Début 1911 fut créé à l'initiative d'Emile Redouin, instituteur à Romorantin, la société Pour le Développement de l'Aéronautique, transformée plus tard en « Station aéronautique militaire ». Cette jeune société organisa du 3 au 5 juin 1911, les Grandes Expériences d'Aviation, exposition installée sous la halle de Romorantin où le public put admirer à loisir un monoplan Blériot équipé d'un moteur Viale de 60 ch. Le lendemain, l'appareil fut démonté et convoyé jusqu'au terrain de la Butte. Des milliers de curieux, accourus de toute la région, se pressaient aux guichets d'entrée. À 16 h 30, avec le pilote Daucourt aux commandes, l'appareil s'envola et exécuta un premier vol de huit minutes et demie en direction de Romorantin, puis un second vol de 20 minutes en soirée.
Le 31 mars 1912, la commune de Pruniers reçut une lettre du Comité de l'aviation nationale (dont le président était Georges Clemenceau) qui demandait au maire de participer à une souscription nationale pour la création d'une aviation militaire. Le conseil municipal y répondit favorablement.
Le 15 avril 1912, le président de l'Union commerciale et industrielle de Romorantin fit savoir au maire de Pruniers qu'il serait « nécessaire d'avoir un terrain d'aviation entre Orléans et Châteauroux qui comprendrait une piste, un hangar et des magasins d'huile et d'essence. » Cette installation fut érigée sur le terrain de la Butte. Deux ou trois avions y stationnèrent, avec un pilote et quelques mécaniciens. Ce hangar existe toujours. Après la guerre il a été transféré à l'aéroclub de Sologne où il est encore en service
,.

### Le GISD de la Première Guerre Mondiale

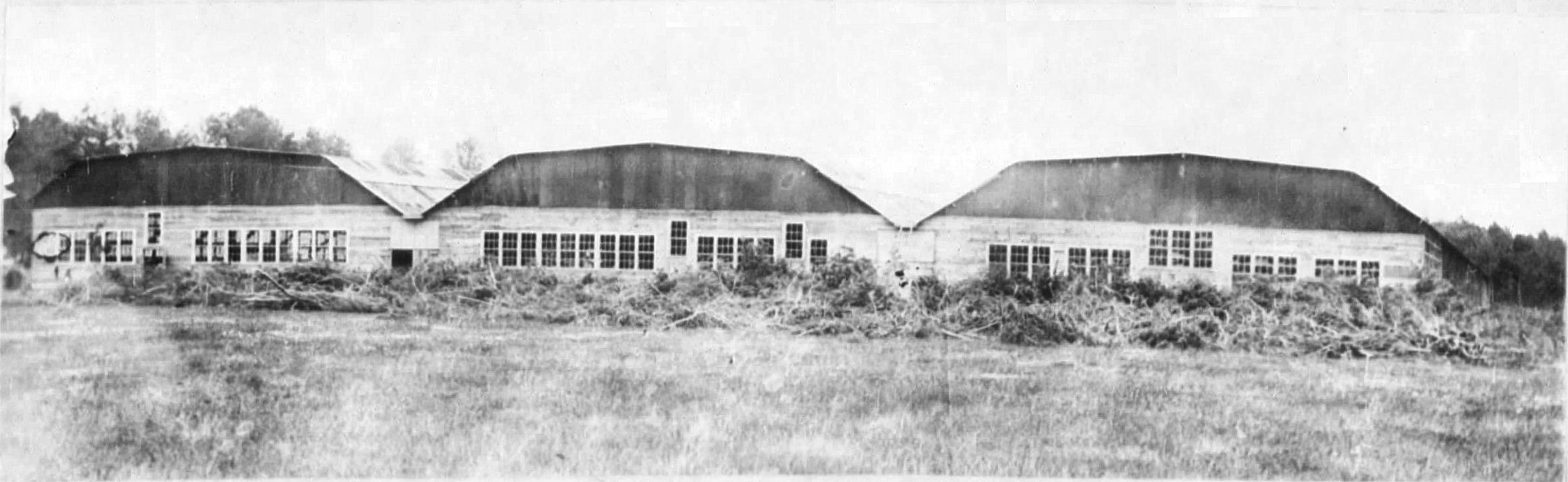
Bâtiments du centre de réparation Salvage and Repair.

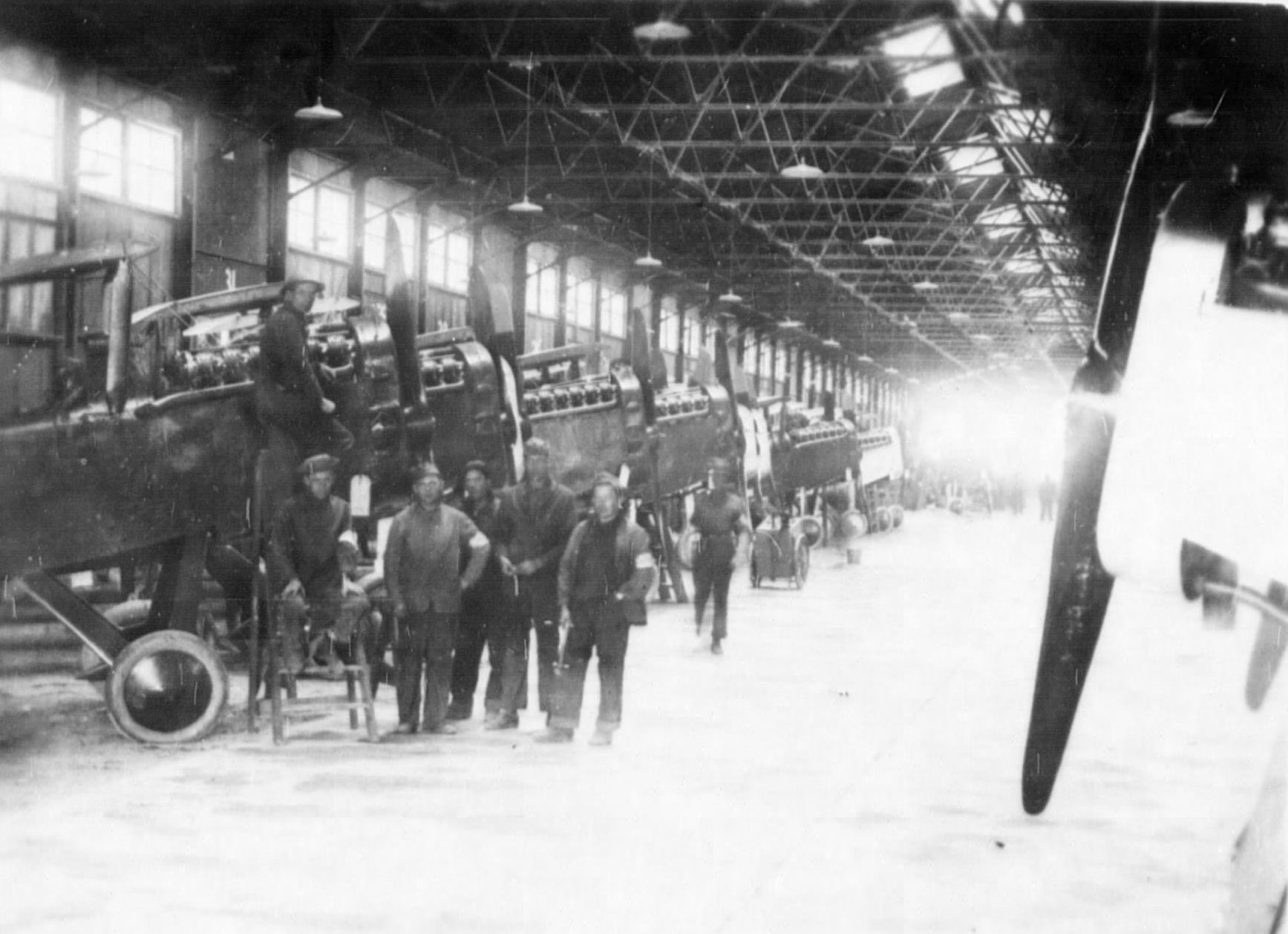
Installation de moteurs de DH-4 à l'aérodrome de Romorantin.

À partir de septembre 1917, les Américains installèrent un immense camp entre la route nationale 76 et la voie ferrée Tours-Vierzon. Il allait permettre d'entreposer des matériels destinés à ravitailler l'armée américaine en campagne. Ce camp, désigné sous le sigle G.I.S.D. (General Intermediate Supply Depot) s'étendait sur les communes de Gièvres, Pruniers-en-Sologne, Selles-sur-Cher et Villefranche-sur-Cher.
Les installations américaines ont hébergé jusqu'à 30 000 personnes, et concernaient les domaines :
- de l'aviation : avec l'assemblage, le montage et les essais des appareils ;
- du génie : avec ses entrepôts de tout le matériel nécessaire aux travaux et avec ses ateliers spécialisés pour le travail du bois, du fer et autres matériaux ;
- de l'énergie électrique : avec le stockage de groupes électrogènes et de toutes les fournitures complémentaires ;
- de la santé : avec un hôpital modèle, un entrepôt de produits pharmaceutiques, des appareils médicaux, et des hôpitaux démontables ;
- de l'intendance : avec son usine frigorifique, ses dépôts de produits alimentaires mais également une boulangerie industrielle ;
- des transports : avec son parc automobile abritant des véhicules de toutes tailles par dizaines de milliers, ainsi qu'avec une cavalerie forte de 20 000 chevaux et avec des stocks de plus de 3 millions de litres de carburants et de lubrifiants[3].

#### Le démantèlement du GISD et du camp américain
À partir de novembre 1918, les Américains rentrent chez eux. La base trouve une utilisation dans la remise en état des appareils et véhicules.
Après l'Armistice, le centre de production devient en effet le principal centre de restauration et de réparation de l'aviation. Les avions arrivent chaque jour du front ou du centre d'instruction d'Issoudun. Ce furent au total 200 appareils étrangers, 619 appareils Airco DH.4 et 198 moteurs qui furent ainsi restaurés et réexpédiés aux États-Unis. En mai 1919, il y a encore près de 4 000 hommes présents sur le site. Une fois sa mission accomplie, le centre sera totalement démantelé au point qu'il n'en subsiste aujourd'hui que quelques baraquements et fondations en béton.
La liquidation du camp fut confiée à une entreprise privée ; malgré la vigilance de ses 200 gardiens, nul ne put empêcher le pillage des matériels.

### La création de l'entrepôt de l'Armée de l'air
Le 1er janvier 1920, le Magasin Général d'Aviation n°3 (MGA n°3) est créé, à la suite des travaux commandés au capitaine Georges Mailfert, pilote de la Première Guerre mondiale (breveté pilote militaire le 27 juillet 1911).
Le 17 octobre 1928, l'adjudant Edmond Buray, pilote convoyeur du MGA n°3 évacue son avion en vol, pour échapper au feu à bord. Il meurt en service, dans un champ en bout de la piste du terrain de Romorantin-Pruniers.
Le 28 décembre 1932 le lieutenant-colonel Mailfert part à la retraite, après un commandement record de douze années. Né le 21 décembre 1875, il meurt le 10 janvier 1939.
Abritant l'Entrepôt de l'Armée de l'Air 304 en 1939, la base aérienne est sérieusement bombardée. Les matériels sont évacués. À partir du 19 juin 1940, la Luftwaffe occupe et exploite le terrain, notamment avec des unités de bombardement.
La base aérienne est libérée fin août 1944. L'Entrepôt de l'Armée de l'Air 602 (EAA 602) est créé le 15 décembre 1944.

### La Base aérienne 273
Reprenant l'activité de l'Entrepôt de l'Armée de l'air à l'issue du conflit, la Base aérienne 273 reçoit le nom de tradition « Lieutenant-Colonel Georges Mailfert » le 11 août 1961.
La Délégation militaire départementale (DMD), située à Blois, est rattachée administrativement à la Base aérienne 273. En tant que Délégué militaire départemental du Loir-et-Cher (41), le commandant de la Base aérienne est chargé des relations de la Défense avec les autorités du département et d’assurer la gestion de crises au profit de la préfecture de Loir-et-Cher et de la zone de défense et de sécurité Ouest (ZDS-O). Il exerce également les fonctions de commandant d’armes pour les garnisons de Blois et de Romorantin.
La Base aérienne 273 dispose de plusieurs atouts : l’expertise de son personnel dans le domaine technico-logistique, au cœur de la supply chain aéronautique de la défense, sa situation géographique au centre d’un dense réseau autoroutier, son infrastructure adaptée à la mission, son système de management de la qualité qui garantit à ses clients la tenue des délais[réf. nécessaire], la maîtrise des coûts et l’amélioration continue de ses prestations[réf. nécessaire].
Le site de Romorantin héberge également plusieurs antennes d’unités de soutiens communs ou spécialisés, rattachées à leurs organismes de tutelle tourangelle : le Groupement de soutien de la base de Défense (GSBdD), l’Unité de soutien de l’infrastructure de la défense (USID), la 95e antenne médicale de Romorantin (95e AM) et l’Antenne d’action sociale de Romorantin (Ant.AS).
Fort d'environ cinq cents personnes, militaires et civiles des Armées, la Base aérienne 273 est un opérateur de la vie économique et sociale de la région, ce qui fait d'elle le deuxième employeur local, juste après l’hôpital de Romorantin-Lanthenay.
La Base aérienne accueille fréquemment les déploiements de la gendarmerie et accueille également les Journées défense et citoyenneté (JDC) organisées à Romorantin-Lanthenay.
La station hertzienne de Mareuil-sur-Cher 14.802 est également rattachée à cette base aérienne.
Le 1er juillet 2002, la Base aérienne 273 est dissoute. Elle est remplacée par le Détachement Air 273 (DA 273). Elle retrouve le statut de Base aérienne, le 1er janvier 2022.

## Unités actuelles
- L'Escadron d'Instruction au Vol à Voile « Chambord » 21.535 (EIVV)[12], anciennement Centre de vol à voile de l’armée de l’air (CVVAA)[13].
- Centre de Documentation Technique de l'Armée de l'air 18.602 (CDTAA)
- Groupe Entrepôt des Matériels en Approvisionnement 11.602 (GEMA)[14]
- Groupement d’appui à l’activité 1A.273 (GAA)
- Groupe d'Ateliers Techniques 14.602 (GAT)
- Bureau interface des soutiens et maîtrise de l’activité 0J.273 (BISMA)
- Escadron de sécurité incendie et de sauvetage 1H.273 (ESIS)
- Bureau ressources humaines 3B.273 (BRH)

Le GEMA (Groupe entrepôt des matériels en approvisionnement) est l’organisme central de l’armée de l’air chargé de la réception, de la prise en compte, du magasinage et de l’expédition des matériels aéronautiques. Il stocke sur le site environ 25 millions d’articles allant du rivet à la jambe de train d’atterrissage. Il assure à partir de ses ressources l’approvisionnement de tous les sites en France, en outre-mer ainsi qu’en opérations extérieures.
Il s’occupe également de l’envoi en réparation des matériels indisponibles, de la cession et de l’élimination des matériels sans emploi de l’armée de l’air.
Le GEMA comprend aussi la Plateforme Inter Armées (PFIA) centrale de l'armée de l'air et de l'espace, qui possède une quarantaine d’ensembles routiers. Ces camions effectuent chaque année près de quatre mille missions, dans l’ensemble du territoire national comme à l’extérieur. Les conducteurs parcourent annuellement quatre millions de kilomètres[réf. souhaitée].
La plateforme est aussi le transit central du réseau « Supply Chain » de Transport Terrestre Interarmées (TTIA). En effet, une moyenne de vingt camions sont déchargés et rechargés chaque jour pour assurer la continuité des flux logistiques nationaux et régionaux. Cela représente sur l’année 210 000 m3 pour 450 000 colis manipulés.
Le CDTAA (Centre de documentation technique de l’Armée de l’air) assure la maîtrise d’œuvre du service documentaire pour les 48000 références techniques applicables et est un opérateur central du maintien du référentiel de l’ensemble de la documentation technique utilisée par les armées, fonction primordiale à la navigabilité des aéronefs. Sa mission comprend la gestion du référentiel, le contrôle de forme, la construction, la production, la diffusion, l’archivage et le référencement physique de la documentation papier, numérique et électronique.
Unité composée de 40 personnes (55% militaires, 45% civils), le CDTAA emploie des ouvriers spécialistes des métiers de l’imprimerie tels que conducteur de machine d’impression, façonneur-brocheur-relieur. Un détachement de la Marine nationale est également intégré au personnel et participe à l’élaboration de la documentation électronique du Rafale.
Pour mener ses activités, le CDTAA s’appuie sur le système d’information documentaire, RENODOC. Il participe à la mise à jour du référentiel et est chargé de le reproduire et de le diffuser aux abonnés de la Défense avec la rigueur imposée par la réglementation en vigueur. Cette fonction essentielle participe à l'actualisation des données nécessaires à l’entretien, aux modifications et aux réparations des matériels aéronautiques.
Interarmées, le CDTAA possède tous les atouts pour devenir, à terme, le centre de documentation technique aéronautique au service des armées[non neutre],[réf. nécessaire].
Le BISMA (Bureau interface des soutiens et maîtrise de l’activité) relève hiérarchiquement du commandant en second de la BA 273 et organiquement du Commandement des Forces Aériennes (CFA). Le commandant en second étant chargé de l’interfaçage[Quoi ?] des soutiens, le BISMA 0J.273, placé sous son autorité, est chargé au quotidien de lui apporter l’appui et l’expertise nécessaire à l’atteinte de cet objectif.
Le BISMA 0J.273 dispose d’une Section de Coordination des Soutiens (SCS) composée des cellules suivantes :
-      la CPSGI, pour la maîtrise du courrier et la documentation classifiée de défense ;
-      la CCS, responsable de la coordination quotidienne avec les services de soutien ;
-      la CFSC, pour la maîtrise des prestations externalisées sous contrats et des budgets alloués à la BA 273 pour réaliser ses missions ;
-      le CORSIC, responsable de la coordination dans le domaine des SIC[pas clair].
Pour assurer la bonne exécution de ces missions, la Base aérienne exprime des besoins dans les différents domaines de soutien : les finances, le transport, le pétrole, la mise en œuvre de contrats spécifiques, l’infrastructure, les SIC[pas clair] et le soutien commun (hôtellerie, restauration, gestion des ordres de mission). Le BISMA garantit que les activités d’expression, de coordination et de suivi de ces besoins sont bien prises en compte par les chaînes de soutien dans le temps et dans les conditions voulues. 
Pour assurer la maîtrise de l’activité, le BISMA dispose des entités suivantes :
-      le BMQ/PP-CI, responsable du maintien de la certification ISO 9001 de l’établissement via la maîtrise des processus de management, de réalisation et de support mais également du pilotage du contrôle interne, de la maîtrise des risques stratégiques et du dialogue de gestion ;
-      la SAQ, responsable des agréments FRA sur le site.
L’EIVV (Escadron d’Instruction au Vol à Voile) est chargé de la formation initiale au pilotage des élèves officiers « personnel navigant » de l’École de l’Air.
Il a également pour mission la présélection en vol des gendarmes enquêteurs accident aériens, l’acculturation à la troisième dimension des élèves moniteurs de simulateur de vol, ainsi que de tous les personnels de l’Armée de l’Air.
Support des vélivoles de haut niveau, l’EIVV participe aux compétitions nationales et internationales, et organise à Romorantin durant deux semaines, une rencontre internationale militaire bisannuelle, le « National Air ».
Les stages se déroulent d’avril à octobre pour la formation initiale ainsi que pour le perfectionnement au vol en plaine.
De février à mi-avril, l’EIVV délocalise son activité en Provence, pour la formation au vol en montagne.
Recevant annuellement près de trois cents stagiaires, et réalisant plus de six mille heures de vol, l’EIVV est composé de dix instructeurs en vol à voile et de quinze mécaniciens assurant la maintenance d’une trentaine d’aéronefs (avions, motoplaneurs et planeurs).
Le GAA (Groupement d’Appui à l’Activité) est chargé de la fonction de soutien à l’activité technique de la base aérienne 273 et de l'entrepôt de l'armée de l'Air 602, sous tous ses aspects. 
Cette mission s'articule en six domaines principaux et permanents :
- la sécurité incendie ;
- la gestion de l’armement ;
- la logistique technique ;
- l'entretien du stock des matériels en approvisionnement ;
- la confection de matériels au profit de la BA et de l’AA ;
- la maintenance industrielle des MAPE et vérins.

### Des domaines secondaires

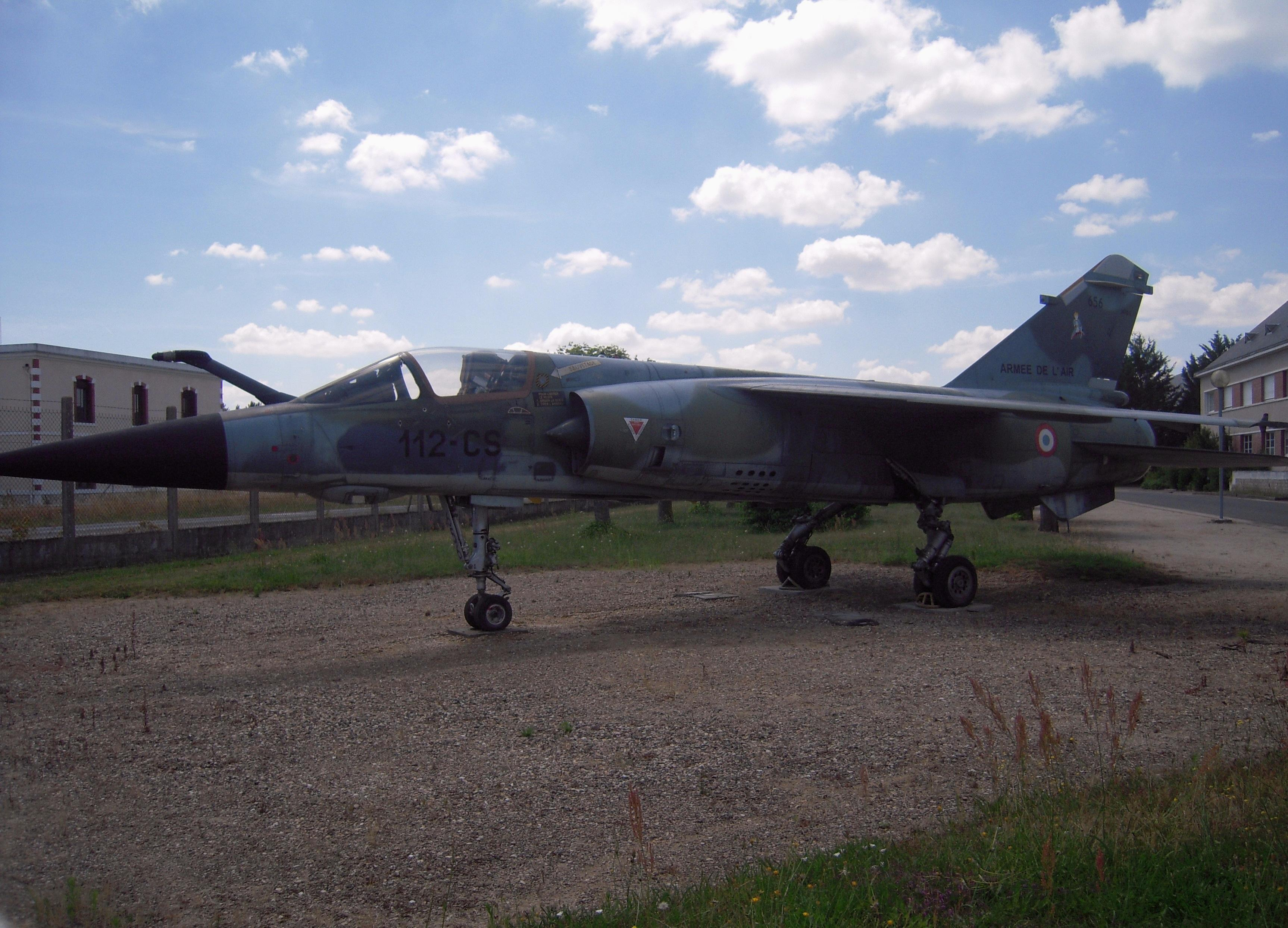
Mirage F1 CR, exposé en bordure de route depuis septembre 2015.

- l’utilisation des budgets relatifs à l’activité technique de la BA ;
- la gestion des dotations techniques des unités implantées ;
- la gestion de la flotte environnement mise à la disposition du site.

Le GAA a sous son autorité deux unités :
- le Groupe des ateliers techniques (GAT 14.602) ;
- l’Escadron de sécurité incendie et de sauvetage (ESIS 1H.273).

Le GAA dispose également de Bureaux de coordination logistique (BCL), du Responsable de gestion logistique (RGL) ainsi que d’une Cellule assurance qualité (CAQ) et pour mener à bien ses missions de surveillance et d’optimisation des ressources.

Le BRH (Bureau ressources humaines) relève hiérarchiquement du commandant de la Base aérienne et fonctionnellement de la Direction des ressources humaines de l’Armée de l’air et de l'Espace (DRHAAE).
Les différentes sections qui composent l’unité exercent leurs attributions dans les domaines de la gestion des ressources humaines/chancellerie, du suivi du recrutement, de la condition de l’aviateur et de la préparation du combattant, pour la partie entraînement et contrôle de la condition physique.
-         La section gestion ressources humaines chancellerie est chargée de préparer dans ces deux domaines, les décisions ou avis du commandant de la BA 273, soit au titre de sa qualité de commandant de formation administrative, soit au titre de sa qualité de gestionnaire délégué local du DRHAAE. Cette section assure également un suivi du recrutement des militaires du rang.
-         La section condition de l’aviateur constitue le relais sur la BA 273 du bureau de la politique de l’emploi et de la condition de l’aviateur de la DRHAAE chargé de mettre en œuvre la politique de condition du personnel définie par le CEMAAE.

-         La section préparation du combattant, composée uniquement du service des sports, est chargée d’organiser et de contrôler l’entraînement physique militaire et sportif des unités stationnées sur la BA 273. Elle est également chargée de contribuer aux préparations physique et psychologique du combattant, en coordination avec les commandants des unités concernées.

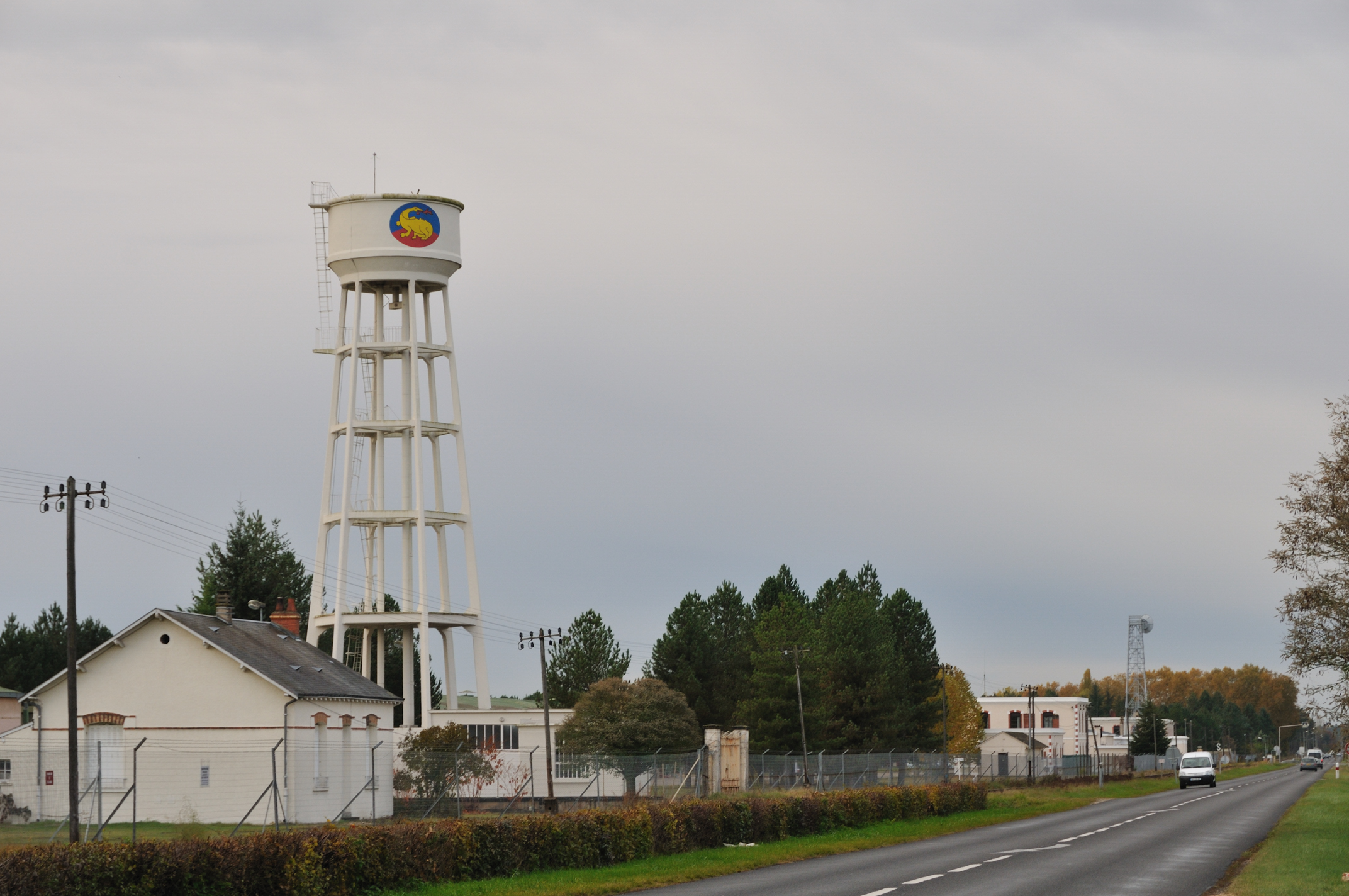
Base aérienne 273, route de Selles, Romorantin-Lanthenay.

## Drapeau
L'unité est gardienne du drapeau de la 62e Escadre de transport.
La base dispose également du drapeau, probablement confectionné avant la Seconde guerre mondiale, de la 32e Escadre de bombardement. Ce dernier a été successivement confié, après 1945 :
-         à l’École des mécaniciens électriciens de Fez, en décembre 1946,
-         au Service historique de l’Armée de l’air, en mars 1961,
-         à la Base école 723 d’Auxerre, en novembre 1961,
-         à la Base aérienne 104 du Bourget, en septembre 1970,
-         à la Base aérienne 292 de Toulouse-Balma, en septembre 1984,
-         à la Base aérienne 160 de Dakar, en mars 1996,
-         au Service historique de la Défense, en juillet 2011.
Il porte les inscriptions :
- Grande guerre 1914-1918, afin de rappeler l’engagement des escadrilles dont ses deux groupes étaient les gardiens des traditions,
- Italie 1944 et Allemagne 1945, afin de rappeler l’engagement du Groupe de bombardement moyen I/32 Bourgogne, durant la 2e Guerre mondiale.
La 32e Escadre aérienne d’observation (1932-1938) devenue 32e Escadre de bombardement (1938-1940), mise sur pied à Dijon, était composée :
-         du Groupe de bombardement (GB) I/32, héritier des traditions des escadrilles BR 7 et BR 35,
-         du Groupe de bombardement (GB) II/32, héritier des traditions des escadrilles BR 201 et BR 219.
Ces deux groupes participent à la Bataille de France de mai-juin 1940. Le GB II/32 est finalement dissous en 1942 au Maroc, alors que le GB I/32 est ré entrainé et rééquipé par l’USAAF en juin 1944. Devenu GBM I/32 Bourgogne, il est engagé initialement depuis la Sardaigne en Italie, en France et en Allemagne avec des bimoteurs Maraudeur. Il termine le conflit avec deux citations à l’ordre de l’armée aérienne et avec la fourragère aux couleurs du ruban de la croix de guerre 1939-1945. Il est finalement dissous en 1946.
Par décision du 1er mai 2018, le drapeau de la 32e Escadre de Bombardement est confié à la garde du DA 273 de Romorantin.

## Commandants
- Colonel Lardeux (1986-1988)
- Colonel Caumartin (1988-1990)
- Colonel Farbos (1990-1992)
- Colonel Tsedri (1992-1994)
- Colonel Germain (1994-1996)
- Colonel Thiebaut (1996-1998)
- Colonel Beyer (1998-2001)
- Colonel Pizel (2001-2003)
- Colonel Clocher (2003-2005)
- Colonel Godard (2005-2008)
- Colonel Toubin (2008-2010)
- Colonel Canard (2010-2012)
- Colonel Alain Boullet (2012-2014)[15]
- Colonel Xavier Mirebien (2014-2016)[15]
- Colonel Ben Ahmed (2016-2018)
- Colonel Poirot (2018-2020)
- Colonel D'Oria (2020-2022)
- Colonel Sommier (2022-2024)
- Colonel Cornu (2024-)